# Betula turkestanica
Betula turkestanica là một loài thực vật có hoa trong họ Betulaceae. Loài này được Litv. mô tả khoa học đầu tiên năm 1914.